# Jody McCrea
Jody McCrea (* 6. September 1934 als Joel Dee McCrea in Los Angeles, Kalifornien; † 4. April 2009 in Roswell, New Mexico) war ein US-amerikanischer Schauspieler. 

## Leben
McCrea wurde als ältestes von drei Kindern der bekannten Schauspieler Joel McCrea und Frances Dee geboren. Nach dem Ableisten seines Wehrdienstes bei der United States Army moderierte er eine vom Militär produzierte Fernsehsendung, welche für den freiwilligen Eintritt in die Armee warb. Danach studierte er Schauspiel an der University of California. Ab Mitte der 1950er Jahre trat er in verschiedenen Spielfilmen und Fernsehserien auf. Zwischen 1959 und 1960 spielte er neben seinem Vater in der Serie Wichita Town eine der Hauptrollen. Bekannt wurde er für seine Darstellung der Figur "Bonehead" in einer Reihe von „Strandfilmen“ (Beach Movies) in den 1960er Jahren, die auf ein jugendliches Publikum abzielten. 
McCrea zog sich 1970 weitgehend von der Schauspielerei zurück und widmete sich in späteren Jahren ganz dem Betreiben seiner Ranch in Roswell, New Mexico.

## Filmografie (Auswahl)
- 1955: Wichita
- 1955: Ich will, dass du mich liebst (Lucy Gallant)
- 1956: Der Held von Texas (The First Texan)
- 1957: Dem Adler gleich (The Wings of Eagles)
- 1957: Alarm für Sperrzone 7 (The Monster That Challenged the World)
- 1957: Von allen Hunden gehetzt (Gunsight Ridge)
- 1958: Lafayette Escadrille
- 1958: Zu jung (The Restless Years)
- 1959–1960: Wichita Town (Fernsehserie, 22 Folgen)
- 1962: The Broken Land
- 1963: Sprengkommando Ledernacken (Operation Bikini)
- 1963: Beach Party
- 1964: Das Gesetz der Gesetzlosen (Law of the Lawless)
- 1964: Muscle Beach Party
- 1964: Bikini Beach
- 1964: Revolverhelden von Fall River (Young Fury)
- 1964: Pyjama-Party (Pajama Party)
- 1965: Sierra Charriba
- 1965: Surf Beach Party (Beach Blanket Bingo)
- 1965: Das Mädchen vom anderen Strand (How to Stuff a Wild Bikini)
- 1967: Die teuflischen Engel (The Glory Stompers)
- 1966: Die rasenden Rocker vom Thunderstrip (The Girls from Thunder Strip)
- 1970: Schreit, wenn wir verrecken! (Cry Blood, Apache)
- 1981: Woman in Anger